# Glas ravnice
Glas ravnice je glasilo Demokratskog saveza Hrvata Vojvodine.
Ravnatelj mu je bio Vojislav Sekelj, a glavni urednik Ivan Poljaković. 
Nakon nepostojanja suglasnosti stavova dijela članova uredništva i osoblja, nekolicina suradnika je napustila "Glas ravnice" i pokrenula neovisni dvotjednik "Žig".
Današnji urednik Glasa ravnice je hrvatski književnik Vojislav Sekelj (stanje od početka rujna 2008.) Za zbirku eseja Vojislava Sekelja Kako se branilo dostojanstvo, zbirci uvodnika, polemičkih tekstova i komentara koje je objavio u ovom listu i u subotičkom Žigu 1990-ih Sekelj je dobio Nagradu Emerik Pavić za 2011. godinu.